# Josh Hill

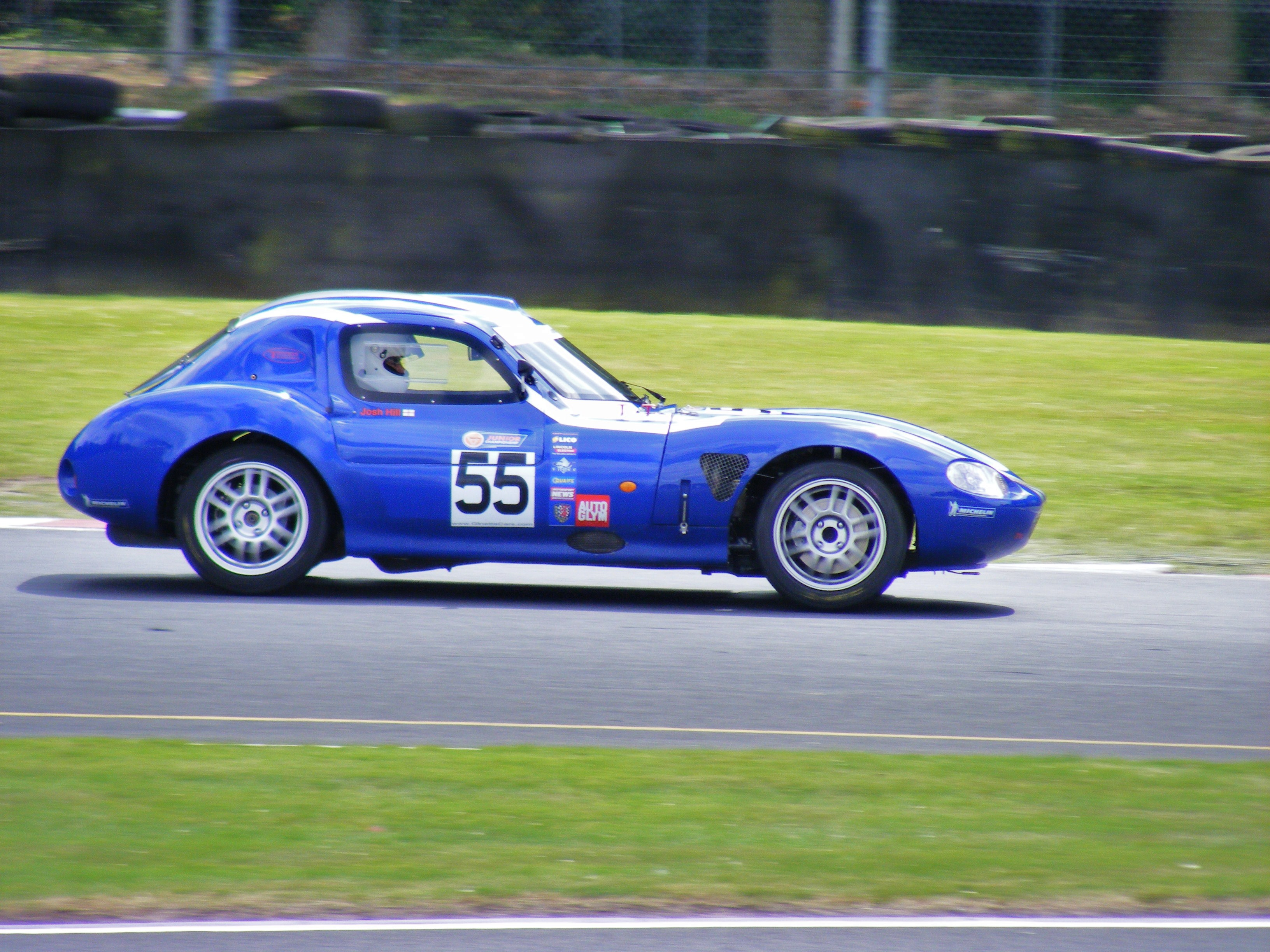
Joshua Hill op Oulton Park (Old Hall Corner)

Joshua "Josh" Hill (Surrey, 9 januari 1991) is een Brits voormalig autocoureur. Hij is de zoon van Formule 1-wereldkampioen van 1996 Damon Hill en de kleinzoon van tweevoudig Formule 1-wereldkampioen Graham Hill.

## Carrière
Hill maakte in 2008 zijn debuut in het formuleracing. Nadat hij in de Britse Ginetta en Formule Ford had gereden, nam hij in 2011 deel aan de Toyota Racing Series in Nieuw-Zeeland voor het team ETEC Motorsport, waar hij als dertiende in het kampioenschap eindigde.
In 2011 nam Hill ook deel aan de Britse Formule Renault voor het team Manor Competition. Hij eindigde hier als zevende in het kampioenschap. Hij nam ook deel aan het winterkampioenschap, waar hij in alle zes races pole position behaalde. Door problemen won hij slechts twee van deze races, waardoor hij als vijfde in het kampioenschap eindigde.
In 2012 reed Hill in de Formule Renault 2.0 NEC voor het team Fortec Motorsports. Hij eindigde hier met drie overwinningen als vijfde in het kampioenschap achter Jake Dennis en Jordan King.
In 2013 stapt Hill over naar de Formule 3 in het Europees Formule 3-kampioenschap voor Fortec. Hij behaalde zijn beste resultaat op de Hockenheimring met een tweede plaats in de tweede race. Op 9 juli van dat jaar maakte hij echter bekend dat hij per direct zou stoppen met de autosport.